# Průsmyk Ťing-sing
Průsmyk Ťing-sing (čínsky v českém přepisu Ťing-sing-kuan, pchin-jinem Jǐngxíngguān, znaky zjednodušené 井陉关, tradiční 井陘關) je průsmyk v Číně ve stejnojmenném okresu Ťing-sing v prefektuře Š’-ťia-čuang na západě provincie Che-pej. Nachází se v horách Tchaj-chang lemujících východní okraj Sprašové plošiny v provincii Šan-si a oddělující ji od provincie Che-pej ležící ve Velké čínské nížině.
Průsmyk byl strategicky významným přechodem přes hory Tchaj-chang, roku 205 př. n. l. v něm, během občanských válek v průběhu rozpadu státu Čchin a vzniku říše Chan, proběhla bitvy v průsmyku Ťing-sing v níž chanská armáda Chan Sina porazila čaoskou armádu Čao Siea.